# Pteridospermatophyta
As Pteridospermatófitas, também conhecidas como samambaias com sementes ou pteridospérmicas, são um grupo de plantas extintas, que existiu do final do Devoniano ao final do Cretáceo.
As pteridospermatófitas ainda não adquiriram uma posição clara na sistemática da botânica. No sistema de classificação de Wettstein, estas plantas constituíam a classe Pteridospermae, incluída na subdivisão Gymnospermae, divisão Anthophyta, filo Cormophyta.